# Dead End
Dead End är en singel från albumet Come Clarity av det svenska metalbandet In Flames som kom ut 2006. På skivan sjunger Lisa Miskowsky tillsammans med Anders Fridén. Första gången låten spelades live var 2009 under Sweden Rock Festival.